# Burang
Burang, även stavat Purang, är ett härad (dzong) som lyder under prefekturen Ngari i Tibet-regionen i sydvästra Kina.